# Незнаев, Виктор Иванович
Виктор Иванович Незнаев (1935 год, посёлок Красноглинный, Новосергиевский район, Оренбургская область — 1998 год) — тракторист—машинист колхоза «Память Ленина» Новосергиевского района Оренбургской области. Герой Социалистического Труда (1973).

## Биография
Родился в 1935 году в рабочей семье в посёлке Красноглинный Новосергиевского района.
Получил неполное среднее образование в родном посёлке. С 1951 года — прицепщик в совхозе имени Электрозавода. В 1954 году окончил курсы механизаторов, после которых трудился трактористом-комбайнёром в этом же совхозе. С 1964 года — тракторист-машинист в колхозе «Путь Ленина» Новосергиевского района.
В 1972 году намолотил около 20 тысяч центнеров зерновых, заняв первое место в областном социалистическом соревновании. В 1973 году повторил свои выдающиеся трудовые достижения, намолотив около 20 тысяч зерновых. Указом Президиума Верховного Совета СССР от 11 декабря 1973 года «за большие успехи, достигнутые во Всесоюзном социалистическом соревновании, и проявленную трудовую доблесть в выполнении принятых обязательств по увеличению производства и продажи государству зерна и других продуктов земледелия в 1973 году» удостоен звания Героя Социалистического Труда с вручением Ордена Ленина и золотой медали Серп и Молот.
В 1976 году избирался делегатом XXV съезда КПСС. Участвовал во Всесоюзной выставке ВДНХ.
Скончался в 1998 году.
Память
Его именем названа улица в Новосергиевке Оренбургской области.
Награды
- Герой Социалистического Труда
- Орден Ленина
- Орден Трудового Красного Знамени
- Медаль «В ознаменование 100-летия со дня рождения Владимира Ильича Ленина»
- Медали ВДНХ